# Akagogo
Akagogo är ett periodiskt vattendrag i Burundi.   Det ligger i provinsen Gitega, i den centrala delen av landet, 70 kilometer sydost om huvudstaden Bujumbura.
Omgivningarna runt Akagogo är en mosaik av jordbruksmark och naturlig växtlighet. Runt Akagogo är det tätbefolkat, med 286 invånare per kvadratkilometer.